# Mont-Saint-Jean (Sarthe)
Mont-Saint-Jean és un municipi francès situat al departament del Sarthe i a la regió de País del Loira. L'any 2007 tenia 640 habitants.

## Demografia

### Població
El 2007 la població de fet de Mont-Saint-Jean era de 640 persones. Hi havia 265 famílies de les quals 75 eren unipersonals (12 homes vivint sols i 63 dones vivint soles), 99 parelles sense fills, 75 parelles amb fills i 16 famílies monoparentals amb fills.
La població ha evolucionat segons el següent gràfic:
Habitants censats

### Habitatges
El 2007 hi havia 408 habitatges, 267 eren l'habitatge principal de la família, 92 eren segones residències i 49 estaven desocupats. 398 eren cases i 7 eren apartaments. Dels 267 habitatges principals, 200 estaven ocupats pels seus propietaris, 57 estaven llogats i ocupats pels llogaters i 9 estaven cedits a títol gratuït; 1 tenia una cambra, 28 en tenien dues, 53 en tenien tres, 67 en tenien quatre i 118 en tenien cinc o més. 190 habitatges disposaven pel capbaix d'una plaça de pàrquing. A 151 habitatges hi havia un automòbil i a 87 n'hi havia dos o més.

### Piràmide de població
La piràmide de població per edats i sexe el 2009 era:
| Homes | Edats   | Dones |
| ----- | ------- | ----- |
| 0     | 95 o +  | 0     |
| 0     | 90 a 94 | 0     |
| 24    | 85 a 89 | 8     |
| 4     | 80 a 84 | 12    |
| 8     | 75 a 79 | 20    |
| 20    | 70 a 74 | 16    |
| 20    | 65 a 69 | 24    |
| 20    | 60 a 64 | 16    |
| 20    | 55 a 59 | 16    |
| 20    | 50 a 54 | 12    |
| 4     | 45 a 49 | 12    |
| 16    | 40 a 44 | 4     |
| 24    | 35 a 39 | 20    |
| 36    | 30 a 34 | 36    |
| 20    | 25 a 29 | 20    |
| 4     | 20 a 24 | 4     |
| 12    | 15 a 19 | 16    |
| 8     | 10 a 14 | 24    |
| 28    | 5 a 9   | 24    |
| 12    | 0 a 4   | 32    |

## Economia
El 2007 la població en edat de treballar era de 359 persones, 246 eren actives i 113 eren inactives. De les 246 persones actives 227 estaven ocupades (127 homes i 100 dones) i 19 estaven aturades (11 homes i 8 dones). De les 113 persones inactives 47 estaven jubilades, 28 estaven estudiant i 38 estaven classificades com a «altres inactius».

### Ingressos
El 2009 a Mont-Saint-Jean hi havia 272 unitats fiscals que integraven 652 persones, la mediana anual d'ingressos fiscals per persona era de 14.228 €.

### Activitats econòmiques
Dels 20 establiments que hi havia el 2007, 7 eren d'empreses de construcció, 5 d'empreses de comerç i reparació d'automòbils, 1 d'una empresa de transport, 3 d'empreses d'hostatgeria i restauració, 2 d'empreses immobiliàries i 2 d'empreses de serveis.
Dels 6 establiments de servei als particulars que hi havia el 2009, 1 era un taller de reparació d'automòbils i de material agrícola, 1 paleta, 1 fusteria, 1 lampisteria, 1 empresa de construcció i 1 restaurant.
L'únic establiment comercial que hi havia el 2009 era una botiga de menys de 120 m².
L'any 2000 a Mont-Saint-Jean hi havia 53 explotacions agrícoles que ocupaven un total de 2.911 hectàrees.

## Equipaments sanitaris i escolars
El 2009 hi havia una escola elemental.

## Poblacions més properes
El següent diagrama mostra les poblacions més properes.